# Alternaria peglionii
Alternaria peglionii är en svampart som beskrevs av Curzi 1926. Alternaria peglionii ingår i släktet Alternaria och familjen Pleosporaceae.   Inga underarter finns listade i Catalogue of Life.